# Seriana fuscofasciata
Seriana fuscofasciata är en insektsart som först beskrevs av William Lucas Distant 1918.  Seriana fuscofasciata ingår i släktet Seriana och familjen dvärgstritar. Inga underarter finns listade i Catalogue of Life.